# المكتب الثاني (المغرب)
المكتب الثاني هو جهاز مخابرات عسكرية مغربي.  وهو مسؤول عن الاستخبارات العسكرية في الجيوش الأجنبية، وكذلك مراقبة المراكز الحدودية البرية.

## الروابط الداخلية
- المكتب الخامس (المغرب)
- قائمة مراكز الاستخبارات